# The Cry Baby Killer
The Cry Baby Killer è un film statunitense del 1958 diretto da Jus Addiss.

## Trama
Un giovane adolescente, Jimmy Wallace, entra in conflitto con Manny Cole e con due elementi della sua banda di teppisti, Joey e Al, per difendere la sua fidanzata a cui Manny è interessato. Dopo averlo picchiato, i tre balordi sequestrano la ragazza e vanno via. In seguito, Jimmy si reca nel posto dove Manny è solito riunirsi con i suoi accoliti. Nel corso di una nuova colluttazione, uno dei teppisti caccia fuori una pistola che cade a terra e viene raccolta da Jimmy. Questi nella concitazione spara e colpisce Manny e Al.
Pensando di averli uccisi, scappa terrorizzato, inseguito da un poliziotto. Prende poi in ostaggio Sam, sua moglie Maxton e il loro bambino. Sul posto arriva il tenente Porter che comincia la trattativa. Intorno a loro si riunisce poi una grande folla che tenta di prendere d'assalto il magazzino in cui Jimmy e i tre ostaggi sono rinchiusi, con giornalisti e cameramen televisivi pronti a riprendere le scene. Alla fine Porter opta per l'utilizzo dei lacrimogeni e fa intervenire una squadra d'assalto per trarre in salvo gli ostaggi e per catturare Jimmy.

## Produzione
Il film fu prodotto dalla Allied Artists Pictures, girato nel 1958 e diretto da Jus Addiss. Roger Corman, noto produttore di B-Movie allora agli albori della propria decennale carriera, fu il produttore esecutivo. La storia fu scritta, e sceneggiata (insieme a Melvin Levy), da Leo Gordon. Quest'ultimo interpreta in un cameo un uomo nella folla che si riunisce intorno al luogo del sequestro. Anche Corman si presta ad una piccola interpretazione nel ruolo di Joe. La colonna sonora è firmata da Gerald Fried.
È il film di debutto da protagonista per l'attore Jack Nicholson che interpreta il folle sequestratore.

## Distribuzione
Nel 2006 fu pubblicato in DVD dalla Buena Vista Home Entertainment per la collana dei classici di Roger Corman.
Alcune delle uscite internazionali sono state:
- 17 agosto 1958 negli Stati Uniti (The Cry Baby Killer)
- in Grecia (Ena pistoli, ena fili, mia dolofonia; titolo traslitterato)
- in Spagna (Grita, asesino)

## Promozione
La tagline è: "YESTERDAY a Teenage Rebel... TODAY a mad-dog slayer!" ("IERI un adolescente ribelle... OGGI un cane-pazzo omicida!").